# Direktor
Direktor (Директор) è un film del 1969 diretto da Aleksej Aleksandrovič Saltykov.